# Oxbow
Oxbow és una població dels Estats Units a l'estat de Dakota del Nord. Segons el cens del 2000 tenia 248 habitants.

## Demografia
Segons el cens del 2000, Oxbow tenia 248 habitants, 83 habitatges, i 76 famílies. La densitat de població era de 233,5 hab./km².
Dels 83 habitatges en un 51,8% hi vivien nens de menys de 18 anys, en un 89,2% hi vivien parelles casades, en un 0% dones solteres, i en un 8,4% no eren unitats familiars. En el 6% dels habitatges hi vivien persones soles el 2,4% de les quals corresponia a persones de 65 anys o més que vivien soles. El nombre mitjà de persones vivint en cada habitatge era de 2,99 i el nombre mitjà de persones que vivien en cada família era de 3,11.
Per edats la població es repartia de la següent manera: un 31,5% tenia menys de 18 anys, un 4% entre 18 i 24, un 34,7% entre 25 i 44, un 24,6% de 45 a 60 i un 5,2% 65 anys o més.
L'edat mediana era de 38 anys. Per cada 100 dones de 18 o més anys hi havia 112,5 homes.
La renda mediana per habitatge era de 88.700 $ i la renda mediana per família de 92.211 $. Els homes tenien una renda mediana de 61.667 $ mentre que les dones 29.583 $. La renda per capita de la població era de 35.207 $. Entorn de l'1,3% de les famílies i el 2,8% de la població estaven per davall del llindar de pobresa.

## Poblacions més properes
El següent diagrama mostra les poblacions més properes.